# Brit és ír költők, írók listája
Ez a lista Anglia, Skócia, Wales és Írország angol nyelvű irodalmának ismertebb képviselőit tartalmazza betűrendes névsorban. A nevek mellett az évszám segít a tájékozódásban, és az esetlegesen megegyező nevű alkotók azonosításában:
| Ábécé szerinti tartalomjegyzék                      |
| --------------------------------------------------- |
| A B C D E F G H I J K L M N O P Q R S T U V W X Y Z |

## A
- Douglas Adams (1952–2001)
- Richard Adams (1920–2016)
- Joy Adamson (1910–1980)
- Joseph Addison (1672–1719)
- Cecelia Ahern (1981–)
- Brian W. Aldiss (1925–2017)
- James Aldridge (1918–2015)
- David Almond (1951–)
- Kingsley Amis (1922–1995)
- Martin Amis (1949–2023)
- Edwin Arnold (1832–1904)
- Matthew Arnold (1822–1888)
- John Aubrey (1626–1697)
- Jane Austen (1775–1817)

## B
- J. G. Ballard (1930–2009)
- John Banville (1945–)
- John Barclay (1582–1621)
- Clive Barker (1952–)
- James Matthew Barrie (1860–1937) skót
- Bernard Barton (1784–1849)
- Herbert Ernest Bates (1905–1974)
- Stephen Baxter (1957–)
- Barrington J. Bayley (1937–2008)
- Samuel (Barclay) Beckett (1906–1989) ír, Irodalmi Nobel-díj (1969)
- Louis de Bernières (1954–)
- John Stuart Blackie (1809-1895)
- Richard Doddridge Blackmore (1825–1900)
- William Blackstone (1723–1780)
- William Blake (1757–1827)
- Enid Blyton (1897–1968) gyermekirodalom és ifjúsági regények
- Edmund Bolton (1575 k. – 1633 k.)
- Edward Bond (1934–2024)
- John Boyne (1971–)
- Anne Brontë (1820–1849)
- Charlotte Brontë (1816–1855)
- Emily Brontë (1818–1848)
- Rupert Chawner Brooke (1887–1915)
- Rhoda Broughton (1840–1920)
- Elizabeth Barrett Browning (1806–1861)
- Robert Browning (1812–1889)
- Edward George Bulwer-Lytton (1803–1873)
- John Bunyan (1628–1688)
- Robert Burns (1759–1796) skót
- Samuel Butler (1612–1680)
- Samuel Butler (1835–1902)
- George Gordon Byron vagy Lord Byron (1788–1824)

## C
- John le Carré (1931–2020)
- Lewis Carroll (1832–1898)
- Sally Carson (1902–1941)
- Jung Chang (1952–)
- George Chapman (1559–1634)
- Leslie Charteris (1907–1993)
- Thomas Chatterton (1752–1770)
- Bruce Chatwin (1940–1989)
- Geoffrey Chaucer (1340 k.–1400)
- G. K. Chesterton (1874–1936)
- Lee Child (1954–)
- Agatha Christie (1890–1976)
- Winston Churchill (1874–1965) Irodalmi Nobel-díjas (1953)
- Arthur C. Clarke (1917–2008)
- Jo Clifford (1949–)
- Samuel Taylor Coleridge (1772–1834)
- Joan Collins (1933–)
- George Colman (1762–1836)
- William Congreve (1670–1729)
- Peter Cook (1937–1995)
- Joseph Conrad (1857–1924)
- A. E. Coppard (1878–1954)
- Louisa Stuart Costello (1799–1870)
- George William Cox (1827–1902)
- Richard Crashaw (1613 k.–1649)
- A. J. Cronin (1896–1981) skót író
- Aleister Crowley (1875–1947)

## D
- Roald Dahl (1916–1990)
- Daniel Defoe (1660–1731)
- Charles Dickens (1812–1870)
- John Dickinson (1962–)
- William Hepworth Dixon (1821–1879)
- Paul Doherty (1946–)
- John Donne (1572–1631)
- Siobhan Dowd (1960–2007)
- Sir Arthur Conan Doyle (1859–1930) skót
- Michael Drayton (1563–1631)
- Gerald Durrell (1925–1995)
- Lawrence Durrell (1912–1990)

## E
- George Eliot (1819–1880)
- Thomas Stearns Eliot (1888–1965), Irodalmi Nobel-díj (1948)
- Warren Ellis (1968–)
- Olaudah Equiano (1745–1797)
- Bernardine Evaristo (1959–)

## F
- Jasper Fforde (1961–) angol író
- Henry Fielding (1707–1754)
- Catherine Fisher (1957–)
- Bryan Forbes (1926–2013)
- John Ford (1586–1639)
- E. M. Forster (1879–1970)
- George MacDonald Fraser (1925–2008)

## G
- Neil Gaiman (1960–)
- John Galsworthy (1867–1933), Irodalmi Nobel-díj (1932)
- David Garnett (1892–1981)
- David Garrick (1716–1779)
- John Gay (1685–1732)
- William Golding (1911–1993), , Irodalmi Nobel-díj (1983)
- Jane Goodall (1934–) tudományos író
- Robert Graves (1895–1985) német-ír származású angol költő, író
- Isabelle Augusta Gregory (1852–1932)
- Graham Greene (1904–1991)
- Robert Green (kb. 1558–1592)
- Jon Courtenay Grimwood (1953–) sci-fiszerző
- John Gower (kb.1330–1408)
- Elizabeth Goudge (1900–1984)

## H
- Mark Haddon (1962–)
- Arthur Hailey (1920–2004)
- Peter F. Hamilton (1960–)
- Thomas Hardy (1840–1928)
- Joanne Harris (1964–)
- Michael John Harrison (1945–)
- George Herbert (1593–1633)
- Robert Herrick (1591–1674) angol költő
- Philip E. High (1914–2006)
- James Hilton (1900–1954)
- James P. Hogan (1941–2010)
- Alan Hollinghurst (1954–)
- Cathy Hopkins (1953–) angol írónő
- Gerard Manley Hopkins (1844–1889) angol költő
- Nick Hornby (1957–)
- Richard Henry Horne (1803–1884)
- Anthony Horowitz (1956–)
- Fred Hoyle (1915–2001)
- Aldous Huxley (1894–1963)

## I
- Elizabeth Inchbald (1753–1821)

## J
- Henry James (1843–1916)
- Jerome K. Jerome (1859–1927)
- Ben Jonson (1572–1637)
- Diana Wynne Jones (1934–2011)
- James Joyce (1882–1941) ír

## K
- Colin Kapp (1928–2007)
- John Keats (1795–1821)
- Rudyard Kipling (1865–1936), Irodalmi Nobel-díj (1907), A dzsungel könyve
- Eric Knight (1897–1943)
- Arthur Koestler (1905–1983)

## L
- Charles Lamb (1775–1834)
- David Herbert Lawrence (D. H. Lawrence) (1885–1930)
- Thomas Edward Lawrence (1888–1935)
- Austen Henry Layard (1817–1894)
- Edward Lear (1812–1888)
- Adam LeBor (1961–)
- Doris Lessing (1919–2013), Irodalmi Nobel-díj (2007)
- Roger Levy (1950–) sci-fiszerző
- Cecil Day Lewis (1904–1972)
- Clive Staples Lewis (1898–1963) ír
- Alfred Comyn Lyall (1835–1911)
- George Lillo (1693–1739)
- Ian Livingstone (1949–)
- Malcolm Lowry (1909–1957)
- John Lyly (1553/54-1606)

## M
- Louis Macneice (1907–1963) ír
- James Macpherson (1736–1796) skót
- Thomas Malory (1415-18 k. –1471)
- Katherine Mansfield (1888–1923)
- Christopher Marlowe (1564–1593)
- Peter Marshall (1939–1972)
- John Westland Marston (1819–1890)
- Andrew Marvell (1621–1678)
- William Somerset Maugham (1874–1965) regény- és drámaíró
- Daphne du Maurier (1907–1989)
- Ian McEwan (1948–) brit regény- és forgatókönyvíró
- James Meek (1962–) brit író, újságíró
- China Miéville (1972–)
- Alan Alexander Milne (1882–1956)
- John Milton (1608–1674)
- David Mitchell (1969–)
- Alan Moore (1953–)
- Thomas Moore (1779–1852) ír
- Richard Morgan (1965–)
- Desmond Morris (1928–)
- William Morris (1834–1896)
- Grant Morrison (1960–) skót
- Morus Tamás (1478–1535)
- Jojo Moyes (1969–)
- Iris Murdoch (1919–1999)
- Ben Myers (1976–)

## N
- Magdalen Nabb (1947–2007)
- Jeff Noon (1957–)
- Caroline Norton (1808–1877)

## O
- Seán O’Casey (1884–1964) ír
- George Orwell (1903–1950)
- Flann O’Brien (1911–1966) ír
- John Osborne (1929–1994)
- Maggie O'Farrell (1972–)

## P
- Julia Pardoe (1806–1862)
- Mervyn Peake (1911–1968)
- Harold Pinter (1930–2008), Irodalmi Nobel-díj (2005)
- Alexander Pope (1688–1744)
- Terry Pratchett (1948–2015)

## Q
- Thomas De Quincey (1785–1859)

## R
- Walter Raleigh (1554–1618)
- Ann Radcliffe (1764–1823)
- Arthur Ransome (1884–1967)
- Celia Rees (1949–)
- Samuel Richardson (1689–1761)
- Agnes Mary Frances Robinson (1857–1944)
- Daniel Rogers (1538–1591)
- Christina Georgina Rossetti (1830–1894)
- Dante Gabriel Rossetti (1828–1882)
- Joanne Kathleen Rowling (1965–) a Harry Potter-sorozat írója
- Salman Rushdie (1947–)
- John Ruskin (1819–1900)
- Bertrand Russell (1872–1970), Irodalmi Nobel-díj (1950)

## S
- C. J. Sansom (1952–2024)
- Siegfried Sassoon (1886–1967)
- Sir Walter Scott (1771–1832) skót
- Peter Shaffer (1926–2016)
- Darren Shan (1972–)
- William Shakespeare (1564–1616)
- Tom Sharpe (1928–2013)
- George Bernard Shaw (1856–1950) ír, Irodalmi Nobel-díj (1925)
- Mary Shelley (1797–1851)
- Percy Bysshe Shelley (1792–1822)
- Karl Shuker (1959–)
- Mary Sidney (1561–1621)
- Philip Sidney (1554–1586)
- Alan Sillitoe (1928–2010)
- Joe Simpson (1960–)
- Tobias Smollett (1721–1771)
- Stephen Spender (1909–1995)
- Edmund Spenser (1552–1599)
- Laurence Sterne (1713–1768)
- Andrew Michael Stephenson (1946–)
- Robert Louis Balfour Stevenson (1850–1894)
- Bram Stoker (1847–1912) ír
- Jonathan Stroud (1970–)
- Graham Swift (1949–)
- Jonathan Swift (1667–1745)
- Algernon Charles Swinburne (1837–1909)
- John Millington Synge(wd) (1871–1909)

## T
- Lord Alfred Tennyson (1809–1892)
- William Makepeace Thackeray (1811–1863)
- Dylan Thomas (1914–1953)
- E. P. Thompson (1924–1993)
- Sylvia Thompson (1902–1968)
- John Toland (1670–1722)
- Christopher Tolkien (1924–2020)
- J. R. R. Tolkien (1892–1963)
- Claire Tomalin (1933–)
- Honor Tracy (1913–1989)

## V
- Henry Vaughan (1621–1695) walesi
- Evelyn Charles Vivian (1882–1947)

## W
- Horace Walpole (1717–1797)
- Vernon Watkins (1906–1967) walesi
- Evelyn Waugh (1903–1966)
- H. G. Wells (1866–1946)
- John Wesley (1703–1791) vallási író
- E. B. White (1899–1985) író
- Terence Hanbury White (1906–1964)
- Madeleine Wickham (írói álneve: Sophie Kinsella) (1969–)
- Oscar Wilde (1854–1900) ír
- Mary Wollstonecraft (1759–1797)
- Colin Wilson (1931–2013)
- P. G. Wodehouse (1881–1975)
- William Wordsworth (1770–1850)
- Virginia Woolf (1882–1941)
- William Wycherley (1641. k.–1716)
- John Wyndham (1903–1969)

## Y
- William Butler Yeats (1865–1939) ír, Irodalmi Nobel-díj (1923)